# Беверлі Бовіс
Беверлі Бовіс (англ. Beverly Bowes; нар. 9 вересня 1965) — колишня американська тенісистка.
Найвищим досягненням на турнірах Великого шолома було 3 коло в одиночному розряді.

## Фінали за кар'єру

### Одиночний розряд (1 поразка)
| Результат | W/L | Дата                             | Турнір       | Покриття   | Суперниця    | Рахунок  |
| --------- | --- | -------------------------------- | ------------ | ---------- | ------------ | -------- |
| Поразка   | 0–1 | Virginia Slims of Nashville 1988 | Нашвілл, США | Тверде (i) | Сьюзен Слоун | 3–6, 2–6 |

### Парний розряд (1 поразка)
| Результат | W/L | Дата                                | Турнір            | Покриття   | Партнерка | Суперниці                       | Рахунок  |
| --------- | --- | ----------------------------------- | ----------------- | ---------- | --------- | ------------------------------- | -------- |
| Поразка   | 0–1 | Virginia Slims of Indianapolis 1987 | Індіанаполіс, США | Тверде (i) | Ху На     | Дженні Бірн Мішелл Джаггерд-Лай | 2–6, 3–6 |